# Métodos Empíricos en Procesamiento del Lenguaje Natural
Métodos Empíricos en Procesamiento del Lenguaje Natural (EMNLP) es una conferencia líder en el área del procesamiento del lenguaje natural e inteligencia artificial.  Junto con la Asociación de Lingüística Computacional (ACL) y el Capítulo Norteamericano de la Asociación de Lingüística Computacional (NAACL), es una de las tres principales conferencias de alto impacto en la investigación sobre PLN.
EMNLP está organizado por el grupo de interés especial sobre datos lingüísticos (SIGDAT) de la ACL y comenzó en 1996, basada en una serie de conferencias previas llamadas Workshop on Very Large Corpora (WVLC).
A partir de 2021, según Microsoft Academic, EMNLP es la 14.ª conferencia más citada en informática, con un total de 332,738 citas, ubicándose entre ICML (#13) e ICLR (#15).

## Ubicaciones
- EMNLP 2025,[3] Suzhou, China
- EMNLP 2024,[4] Miami, Florida, United States
- EMNLP 2023,[5] Singapore
- EMNLP 2022,[6] Abu Dhabi, United Arab Emirates (Hybrid)
- EMNLP 2021,[7] Punta Cana, Dominican Republic or online
- EMNLP 2020,[8] Punta Cana, Dominican Republic (Virtual conference due to COVID-19)
- EMNLP 2019, Hong Kong, China
- EMNLP 2018, Brussels, Belgium
- EMNLP 2017,[9] Copenhagen, Denmark
- EMNLP 2016, Austin, Texas, United States
- EMNLP 2015, Lisbon, Portugal
- EMNLP 2014, Doha, Qatar
- EMNLP 2013, Seattle, Washington, United States
- EMNLP 2012, Jeju Island, South Korea
- EMNLP 2011, Edinburgh, United Kingdom
- EMNLP 2010, Cambridge, Massachusetts, United States
- EMNLP 2009, Singapore
- EMNLP 2008, Honolulu, Hawaii, United States
- EMNLP 2007, Prague, Czech Republic
- EMNLP 2006, Sydney, Australia
- HLT/EMNLP 2005, Vancouver, British Columbia, Canada
- EMNLP 2004, Barcelona, Spain
- EMNLP 2003, Sapporo, Japan
- EMNLP 2002, Philadelphia, Pennsylvania, United States
- EMNLP 2001, Pittsburgh, Pennsylvania, United States
- EMNLP/VLC 2000, Hong Kong, China
- EMNLP/VLC 1999, College Park, Maryland, United States
- EMNLP 1998, Granada, Spain
- EMNLP 1997, Providence, Rhode Island, United States
- EMNLP 1996, Philadelphia, Pennsylvania, United States